# Macaca majori
Espèce
Macaca majori est une espèce fossile de primates de la famille des Cercopithecidae. Ce macaque a vécu au Pléistocène, en Sardaigne.